# 馬林科·馬托塞維奇
馬林科·馬托塞維奇（Marinko Matosevic，1985年8月8日—）是一位澳洲職業網球運動員，馬托塞維奇拥有克罗地亚血统，他在童年时随父母移居至澳大利亚墨尔本，他于10岁时开始练习网球，2003年转为职业选手。2018年正式退役。

## 外部連結
- 官方网站
- 馬林科·馬托塞維奇（英文/西班牙文）的官方資料
- 馬林科·馬托塞維奇的國際網球總會 職業／青少年 官方資料（英文）
- 馬林科·馬托塞維奇的官方資料（英文）
- Marinko Matosevic – Player Profiles - Players and Rankings - News and Events - Tennis Australia （页面存档备份，存于） （英文）